# حسینیه قدیمی گلمکان
حسینیه قدیمی گلمکان مربوط به دوره قاجار است و در گلمکان، مجاور میدان امام علی واقع شده و این اثر در تاریخ ۱۹ مرداد ۱۳۸۴ با شمارهٔ ثبت ۱۲۸۶۶ به‌عنوان یکی از آثار ملی ایران به ثبت رسیده است.